# Andrés Waissbluth
Andrés Waissbluth (* 10. März 1973 in Wisconsin, USA) ist ein chilenischer Filmregisseur und Drehbuchautor.
Waissbluth wurde in Wisconsin geboren, wo seine Eltern während der Diktatur Pinochets im Exil lebten, verbrachte aber seine Kindheit in Mexiko, ehe die Familie wieder nach Chile zurückkehren durfte. In seinem Heimatland studierte er an der Pontificia Universidad Católica de Chile, einer privaten katholischen Elite-Universität in Santiago de Chile. 1996 absolvierte er ein Regiestudium an der renommierten kubanischen Internationalen Hochschule für Film und Fernsehen (EICTV) in San Antonio de los Baños.
Seine ersten Werke waren Kurzfilme, die teilweise auf Filmfestivals gespielt und auch ausgezeichnet wurden. Sein erster eigener Spielfilm Los Debutantes lief hingegen erfolgreich in Chile und war 2004 der offizielle Kandidat Chiles für eine Oscar-Nominierung in der Kategorie „Bester fremdsprachiger Film“.

## Filmografie
- 2003: Los Debutantes